# Vanessa Terkes
Vanessa Cvujetka Terkes Rachitoff (San Isidro, 3 de marzo de 1978) es una actriz y presentadora peruana. Se dio a conocer por su papel principal como Lola en la serie de televisión mexicana El Pantera.

## Biografía
Vanessa Terkes nació en el distrito de San Isidro, ubicado en la ciudad de Lima, el 3 de marzo de 1978. Es hija de Iván Guillermo Terkes Ghersi y de Maria Emma Rachitoff Menacho. Es de ascendencia croata por parte de padre y de ascendencia rusa por parte de madre. Realizó sus estudios escolares en los colegios San Jorge y Santa Rita de Casia, ambos ubicados en el distrito de Miraflores. A los diecisiete años, Terkes tuvo su primera hija.
El 25 de agosto de 2018, se casó por civil con el deportista George Forsyth y el 15 de setiembre celebraron el matrimonio religioso. En mayo de 2019, Terkes comunicó a la prensa que ella y Forsyth se habían separado, luego de establecer una denuncia contra su aún esposo por violencia familiar, alegando maltrato psicológico desde el día 5 de su matrimonio.
En 2021, Terkes fue captada saliendo sentimentalmente con el exministro Juan Sheput. Posteriormente ambos decidieron hacer público su romance hasta su ruptura en abril de 2023.

## Carrera artística
Terkes se inició en la televisión haciendo comerciales desde los ocho meses de edad, para productos de bebés, luego continuó en diferentes anuncios publicitarios. En 1989, a los diez años, Terkes fue parte del elenco de baile del programa infantil El show de July.
Desde los dieciséis años, trabajó en restaurantes, en donde estableció contactos para hacer pruebas (audición) para la televisión y también incursionó como locutora de radio y actriz de teatro. En 1996, regresó a la televisión en un corto rol para la telenovela La noche, del productor Luis Llosa.
Alcanzó popularidad protagonizando las telenovelas juveniles Torbellino y Boulevard Torbellino. Sus siguientes trabajos fueron la telenovela Travesuras del corazón y la obra de teatro Garabato con botas.
En el año 2000, participó en Vidas prestadas y posteriormente viajó a México para estudiar actuación en el Centro de Educación Artística, de Televisa.
Terkes regresó al Perú en 2004 para protagonizar la telenovela Tormenta de pasiones. En Colombia, en 2006, grabó para varios episodios unitarios de la serie Decisiones de la cadena Telemundo.
De regreso a México, en 2007, Terkes coprotagonizó la serie El Pantera, de Televisa, en el papel de Lola durante tres temporadas junto con Luis Roberto Guzmán, Andrés García e Ignacio López Tarso.
En 2008, debutó en el cine con la película española El patio de mi cárcel, grabada en Guadalajara, México. En 2010, grabó para la película peruana Bolero de noche, en el rol protagónico, que se estrenó el año siguiente. También participó en la película para televisión mexicana Sanguinarios del M1.
Terkes concursó en el programa de telerrealidad de baile El gran show: cuarta temporada, conducido por Gisela Valcárcel, donde obtuvo el tercer puesto tras dos meses de competencia. También en su estadía en Lima, debutó en el stand-up comedy junto con Diana Levine, en Comedia a la carta.
En 2012, protagonizó la telenovela La Tayson, corazón rebelde, versión peruana de la producción argentina Muñeca brava, emitida por Frecuencia Latina.
En 2013, debutó como presentadora en el programa Dos sapos, una reina, que condujo temporalmente en reemplazo de Maju Mantilla, de América Televisión. Luego, Terkes grabó un piloto para protagonizar la serie Hora 18, para HBO y Univision Internacional. En marzo inició las grabaciones de la serie.
Terkes apareció en el videoclip musical Ven de Leslie Shaw.
En 2014, Terkes fue presentadora junto con Tilsa Lozano del programa de telerrealidad Titanes, transmitido por Latina Televisión. Al año siguiente, participó en la telenovela Simplemente María de Televisa.
En 2017, protagonizó la serie ¡Ay güey!, de Televisa, y participó en el programa de telerrealidad El Dorado, de Latina Televisión. En 2018, formó parte del elenco de Educando a Nina de TV Azteca.
Desde 2020, es conductora del programa Splash! en Radio Panamericana.

## Participación en la política
Vanessa Terkes decidió incursionar en el ámbito político cuando en abril de 2014 se afilió al partido Alianza para el Progreso, de César Acuña, y luego en las elecciones parlamentarias del año 2021, Terkes decidió postular al Congreso de la República por la lista electoral de Lima Metropolitana. Sin embargo, su candidatura no tuvo éxito tras solo obtener 13 844 votos.

## Filmografía

### Televisión
| Año       | Título                        | Rol                                                            |
| --------- | ----------------------------- | -------------------------------------------------------------- |
| 1988      | Cero en conducta              | Daniela                                                        |
| 1989      | El show de July               | Ella misma                                                     |
| 1996      | La noche                      | Daniela                                                        |
| 1997      | Torbellino                    | Mariana Carrillo                                               |
| 1997-98   | Boulevard Torbellino          | Mariana Carrillo                                               |
| 1998-99   | Travesuras del corazón        | Mónica Alcalde                                                 |
| 2000      | Vidas prestadas               | Katy Vigas                                                     |
| 2004-05   | Tormenta de pasiones          | Cristina Ángeles                                               |
| 2006      | Amor en custodia              | Paloma                                                         |
| 2006      | Decisiones                    | Varios roles                                                   |
| 2007-09   | El Pantera                    | Lola                                                           |
| 2010      | Fuego cruzado: Vidas extremas | Famosa                                                         |
| 2011      | Como dice el dicho            | Rocío                                                          |
| 2011      | América hoy                   | Concursante                                                    |
| 2012      | La Tayson, corazón rebelde    | Milagros, la Tayson / Milagros del Prado                       |
| 2013      | Dos sapos, una reina          | Presentadora invitada                                          |
| 2013      | Arriba mi Gente               | Juez invitada                                                  |
| 2013      | Hora 18                       | Cori                                                           |
| 2014      | Titanes                       | Presentadora                                                   |
| 2015-2016 | Como dice el dicho            | Episodio: «La desconfianza y el amor no comen del mismo plato» |
| 2015-2016 | Simplemente María             | Sonia Aspíllaga                                                |
| 2017      | El Dorado                     | Concursante                                                    |
| 2017      | ¡Ay güey!                     | Verónica                                                       |
| 2018      | Educando a Nina               | Magaly Queen Star                                              |

### Películas
| Año  | Título                | Rol      | Notas   |
| ---- | --------------------- | -------- | ------- |
| 2008 | El patio de mi cárcel |          |         |
| 2008 | Ojos de fuego         | Cristina |         |
| 2009 | Siete minutos         |          |         |
| 2010 | Sanguinarios del M1   | Tatiana  | Para TV |
| 2011 | Bolero de noche       | Gitana   |         |

### Teatro
| Año  | Título                     | Rol        | Notas           |
| ---- | -------------------------- | ---------- | --------------- |
| 1987 | Annie                      | Sonia      |                 |
| 1987 | Saltimbanquis              |            |                 |
| 1988 | Capitanes de lata          |            |                 |
| 1994 | Romeo y Julieta            | Julieta    |                 |
| 1999 | Garabato con botas         | Micaela    |                 |
| 2004 | Los monólogos de la vagina | Intérprete |                 |
| 2011 | Comedia a la carta         | Intérprete | Stand-up comedy |

## Premios y nominaciones
| Año  | Premio                       | Categoría            | Trabajo         | Resultado |
| ---- | ---------------------------- | -------------------- | --------------- | --------- |
| 2011 | Premios Luces de El Comercio | Mejor actriz de cine | Bolero de noche | Ganadora  |

Menciones adicionales:
- Lista de «las chicas latinas más hot», según Maxim en 2008.[23]